# Drunten Kulon
Drunten Kulon is een bestuurslaag in het regentschap Indramayu van de provincie West-Java, Indonesië. Drunten Kulon telt 4598 inwoners (volkstelling 2010).